# Ban Phomoun Gnai
Ban Phomoun Gnai – wieś położona w południowo-wschodnim Laosie, w prowincji Attapu, w dystrykcie Phouvong.